# Charneca
Charneca è una ex freguesia del Portogallo e un quartiere della città di Lisbona. 
La freguesia è stata soppressa nel 2012 in seguito all'approvazione della riforma dell'assetto amministrativo di Lisbona; il suo territorio è stato incorporato nella freguesia di Santa Clara.